# Rian Sukmawan
Rian Sukmawan (21 de novembro de 1985 – 27 de fevereiro de 2016) foi um jogador profissional de badminton da Indonésia.
Sukmawan foi um especialista em duplas. Em 2006, ele ganhou masculinos duplos nos opens de Países Baixos e Nova Zelândia com o seu conterrâneo Eng Hian. Em 2007, ele ganhou o open dos Países Baixos novamente com o parceiro Yonathan Suryatama Dasuki.
Rian Sukmawan morreu no dia 27 de fevereiro de 2016 de um ataque cardíaco depois de jogar em uma partida de exibição em Samarão com alguns ex-jogadores, incluindo Tri Kusharjanto. De acordo com Kusharjanto, Sukmawan saiu para descansar um pouco antes de um guarda de segurança achar o que coloca em um banco no exterior sozinho na arena e pedir ajuda. Ele foi levado para o hospital, mas foi declarado morto na chegada.